# تطبيع (الأفراد ذوي الإعاقة)
“يعني مبدأ التطبيع إتاحة أنماط حياة وظروف معيشة قريبة قدر الإمكان من الظروف الطبيعية وأساليب الحياة والمجتمع للأفراد ذوي الإعاقة.”

## التعريف
يتضمن التطبيع قبول ذوي الإعاقات بعجزهم وتقديم نفس الظروف التي تقدمها لغيرهم من المواطنين. كما يتضمن الوعي بإيقاع الحياة الطبيعية - بما في ذلك الإيقاع اليومي والأسبوعي والسنوي ودورة الحياة نفسها. ويشتمل على ظروف الحياة الطبيعية - الإسكان والتعليم والتوظيف والممارسة والترفيه وحرية الاختيار. وهذا يضم “شرف المحاولة”، وليس التأكيد على “الحماية”.
وترتبط نظرية تقدير الدور الاجتماعي ارتباطًا وثيقًا بمبدأ التطبيع ووضعت على أساس التطبيع.

## معلومات تاريخية
وضع مبدأ التطبيع في الدول الإسكندنافية في الستينيات وكان أول من وضعه وعبر عنه بينغت نيرجي.
وتطور المبدأ في السبعينيات على يد وولفينسبيرجر في كندا من خلال المعهد الوطني للتأخر العقلي (NIMR).
وكان للتطبيع أثر كبير على الطريقة التي جرى ترتيب تقديم الخدمات للأشخاص ذوي الإعاقة في جميع أنحاء المملكة المتحدة وأوروبا وأمريكا الشمالية وأستراليا بالإضافة إلى أجزاء أخرى من العالم. مما أدى إلى وضع مفهوم جديد للإعاقة على أنها مجرد مسألة طبية (النموذج الطبي والذي ينظر إلى الشخص على أنه لا يمكن تمييزه عن حالة الاعتلال) لكن يُنظر إليه كموقف اجتماعي. وبدأت التقارير الحكومية من سبعينيات القرن العشرين تعكس ذلك، مثال: تقرير مجلس مناهضة التمييز في نيو ساوث ويلز لعام 1981 أوصى بأنه “من حقوق ذوي الإعاقات الفكرية تقديم الخدمات المناسبة لهم والتأكيد على حقهم في العيش المستقل إن أمكن والسعي لتحقيق مبدأ التطبيع.”

## التطبيع في المجتمع المعاصر
في الولايات المتحدة بدأ التخلص من المؤسسات العامة الكبرى التي توفر إسكانًا للبالغين الذين لديهم إعاقات نمو كوسيلة مبدئية لتقديم الخدمات في بداية سبعينيات القرن العشرين. وللأسف عادة ما يكون السبب وراء إلغاء هذا الوصف المؤسسي الشامل شكوى المرضى من سوء معاملة العاملين لهم وغيرهم من المسئولين عن تقديم الرعاية والعلاج لهذه الفئة التي عادة ما تكون مستضعفة. وفي العديد من الولايات استغرقت عملية إلغاء الوصف المؤسسي من 10-15 سنة بسبب الافتقار إلى الدعم المجتمعي الموجود لمساعدة الأفراد في تنفيذ أفضل درجة من الاستقلال وتكامل المجتمع قدر الإمكان. وكانت أكبر عقبة في مواجهة تنمية الدعم المجتمعي هي الإهمال والمقاومة من جانب أفراد المجتمع «الأغنياء عادة» الذين قيل لهم - من خلال ثقافتنا - أن «هؤلاء الأشخاص» بطريقة ما مختلفون عنهم تمامًا ومَعيبون ومن مصلحة الجميع أن يتخلص منهم المجتمع (نشأ هذا عن أفكار القرن التاسع عشر حول الصحة والأخلاق والعدوى). وجزء من عملية التطبيع كان إعادة هؤلاء الأفراد للمجتمع وتشجيعهم للحصول على حياة «طبيعية» قدر الإمكان، لكن قام طرف آخر بتوسيع فئة مصطلح «الطبيعي» ليشمل جميع البشر. ولا يُنظر إلى المعاقين على أنهم مرضى أو معتلون أو غير طبيعيين أو درجة ثانية من البشر أو غير ناضجين لكن كأناس بحاجة إلى الكثير من الدعم في مجالات محددة من حيواتهم (وليس كل شيء). وبهذا يتم إدراك أن الجميع بحاجة إلى الدعم في أوقات معينة وفي مجالات معينة من حياتهم لكن معظم الناس يأخذون هذا الدعم بشكل غير رسمي أو من خلال طرق مقبولة اجتماعيًا. وعادة ما تصب القضية الأساسية للدعم في الإنتاجية وتحقيق الاكتفاء الذاتي وهما قيمتان مركزيتان في تعريف مجتمعنا لقيمة الذات. وإذا استطعنا كمجتمع توسيع مفهوم قيمة الذات ربما القليلون هم من سيطلق عليهم «معاقون».

## المفاهيم الخاطئة
يوجد القليل من المفاهيم الخاطئة حول التطبيع منها:
- أ)التطبيع يعني جعل الناس “طبيعيين” – ودفعهم للتوافق مع المعايير الاجتماعية.

حتى أن وولفينسبيرجر نفسه في عام 1980 رأى أن “تدابير التطبيع يمكن تقديمها في بعض الظروف وفرضها في أحيان أخرى.”
ولم يقبل غالبية من في المجال وجهة النظر هذه بما فيهم نيرجي. وأكد المؤيدون على أن البيئة، وليس الشخص ما يحدث له التطبيع.
- ب) يدعم التطبيع “انغماس” الأشخاص في المجتمع أو في المدارس دون دعم.

وألقي اللوم على التطبيع لإغلاق تقديم الخدمات (مثل المؤسسات) مما أدى إلى الافتقار إلى دعم الأطفال والكبار ذوي الإعاقات. ومع هذا فإن دعم الخدمات التي تسهل فرص الحياة العادية للأشخاص ذوي الإعاقة - مثل خدمات التعليم الخاص ودعم الإسكان ودعم العمالة والدفاع عنهم - لا تتعارض مع التطبيع رغم أنه في الواقع قد تنتقص خدمات معينة (مثل المدارس الخاصة) من الحياة الطبيعية بدلا من تعزيزها مع الوضع في الاعتبار مفهوم «الإيقاعات» الطبيعية للحياة.
تنتهي بعض المفاهيم الخاطئة والالتباس حول التطبيع بفهم سياق هذا المبدأ. وكان هناك اعتقاد عام بأن مجموعة «خاصة» من الناس هم من يتلقون خدمة جيدة في المجتمع إذا فرقهم المجتمع، ووضعهم مع من يشبهونهم وجعلهم منشغلين. ويهدف مبدأ التطبيع لدحض هذه الفكرة بدلا من التعامل بدقة مع مسألة «ما هو الطبيعي؟»
ينبغي أن يأخذ الجدل الدائر حول الاختيار والتفرد، فيما يتعلق بالتطبيع، في الاعتبار ما إذا كان المجتمع، وربما من خلال موظفي الدعم المدفوع، قد شجعهم في بعض السلوكيات المحددة. على سبيل المثال في إشارة إلى التطبيع، دارت مناقشة أن اختيار شخص بالغ لحمل دمية معه يجب أن يعني هذا أنه تم تشجيعه من قبل على القيام بسلوكيات صبيانية وأن هذا المجتمع يتوقع منه في الوقت الراهن أن يتصرف بشكل طفولي. ويتمنى من يرون أن التطبيع مبدأ مفيد إيجاد منطقة وسطى - وفي هذه الحالة فإن اهتمام الكبار بالدمى يعتبر مفيدًا لكن مع التشجيع الإيجابي للتعبير عن ذلك بطريقة مناسبة للعمر وتثبيط سلوكهم الطفولي. ومع هذا فإن مبدأ التطبيع يهدف إلى الإشارة لوسائل دعم الشخص؛ لذلك (في هذا المثال) فإن أي تشجيع أو تثبيط يُقدم بطريقة متعالية أو إصدار تعليمات يُنظر إليها على أنها غير مناسبة.

## كتابات أخرى
- "The Principle of Normalization: History and Experiences in Scandinavian Countries," Kent Ericsson. Presentation ILSMH Congress, Hamburg 1985.
- "Setting the record straight: a critique of some frequent misconceptions of the normalization principle", Perrin, B. & Nirje, B, Australia and New Zealand Journal of Developmental Disabilities, 1985, Vol 11, No. 2, 69-72
- Wolfensberger, W. (1972). The principle of Normalization in human services. Toronto: National Institute on Mental Retardation.
- Wolfensberger, W. (1980) The definition of normalisation: update, problems, disagreements and misunderstandings. In R.J. Flynn & K.E. Nitsch (Eds). Normalization, social integration and human services. Baltimore: University Park Press